# Irodalomelmélet (Erdély)
Irodalomelmélet (Erdély, 1918-1989) – romániai magyar viszonylatban az irodalomtudomány többi ágához képest kevésbé önállósult. Egyrészt azért, mert a tárgykör rendkívül információigényes, nemzetközi kitekintést követelő tevékenységet, nemkülönben megfelelő anyagi és intézményes kereteket feltételez, másrészt, mert a nemzetiségi lét körülményei között háttérbe szorul az irodalompolitikai célokat (például az önismeretet) közvetlenül nem szolgáló alapkutatások szükséglete. Ezért az irodalomelméletet itt inkább csak magában a kritikában és irodalomtörténet-írásban érvényesülő, alkalmazott formájában lelhetjük fel.

## 1918-1944 között
Kivételes kísérletként tarthatjuk számon Kuncz Aladár máig kiadatlan értekezését, amely egy Toldy Ferencről írott disszertációt (1907) fejleszt tovább Az irodalomtörténet elméletének és módszerének fejlődése Toldy Ferenc óta címmel. Az 1908-ban keletkezett dolgozat korabeli viszonylatban korszerű szintézise az irodalomkutatás első módszertani fordulópontja, a francia pozitivizmus óta jelentkező elméleteknek és alkalmazásuk történetének Toldy Ferenctől Riedl Frigyesig. Ez a tudománytörténeti tanulmány a megformálást tekintve egyetlen, itt-ott még iskolásan követi forrásait, de már érvényesül benne a módszertani hagyomány kritikai szemlélete, az ítéletmondás bátorsága. Kuncz későbbi kritikai munkásságának elméleti hátterét Taine környezetelmélete, Brunetière racionalizmusa, a századforduló francia pozitivizmusa és – mintegy ellenpólusként – Riedl vitalista irodalomszemléletének hatása képezi. Az alapos tájékozottságon túl az önálló koncepció fel-felvillanó igénye Kunczot az irodalomkutatás kimagasló személyiségévé avathatta volna, ha nem forgácsolja őt szét a kisebbségi értelmiségi feladatok kényszerű sokoldalúsága. Irodalomkritikánkban ennek ellenére ő a legkövetkezetesebb képviselője annak a művészetközpontú irodalomfelfogásnak, amely az egyoldalú vagy kizárólagosságra törekvő ideologizálással szemben a tehetség és az eredetiség szempontjait, a művészet sajátos értékeit részesíti előnyben, és ennek megfelelően a szigorú műelemző kritikára is példát mutat.
Esztétikai-elméleti képzettség és következetesség tekintetében Kuncz egyetlen méltó párja és ugyanakkor ellenfele Gaál Gábor, aki viszont a valóságközpontú irodalomfelfogás harcos híve. A mű értékét eldöntő legfőbb vonatkozási rendszer az ő számára a valóság, ill. az a szerep, amelyet az irodalom a valóság alakításában, megváltoztatásában betölt. Ez egyrészt a létszükségletként felfogott realizmus (majd szocialista realizmus) programjához, másrészt ahhoz a szemlélethez vezeti, amely szerint kritikáiban a művek közvetlen közönségalakító célzatát a művészi ismérvek fölé helyezi.

## A II. világháború után
A II. világháború után kibontakozó irodalompolitika nem az irodalmi jelenség elméleti vonatkozásaiban elmélyülő szakirodalomnak, hanem a közvetlenül nevelő, irányító célzatú kritikaírásnak kedvez. Ez a kritika normatív módon érvényesíti a realizmus elveit, és a napi politikai követelményeknek megfelelően kampányszerűen indít hadjáratot hol az esztétikum, hol az énközpontúság, az intimitás vagy az apologizmus és kozmopolitizmus ellen. Az elméleti kérdéseket is érintő viták (például a típus fogalmáról, a konfliktus szerepéről a különböző műfajokban) nem a fogalmak tulajdonképpeni tisztázását szolgálják, hanem az irodalmi ábrázolás receptjeit kívánják felállítani.
A fogalomtisztító, rendszeres elméleti gondolkodást az 1950-es évek közepétől Szabédi László esztétikai-poétikai munkássága képviseli. A költői képről (1952), valamint Természeti formák és ember alkotta formák (1956) c. tanulmányaiban egy átfogó esztétikai rendszerezés vázlata körvonalazódik, a magyar verstan történetében pedig kiemelkedő teljesítmény eredeti koncepciójú könyve, A magyar ritmus formái (1955). Csehi Gyula az 1960-as években folytatott elméleti vizsgálódásai az irodalmi jelenségnek nem annyira poétikai, mint inkább szociológiai vonatkozásait állítják előtérbe (Munkásosztály és irodalom, 1963), műfajelméleti kísérleteiben pedig széppróza és valóság, epikus fikció és valóságmodell összefüggéseivel foglalkozik (Klio és Kalliopé, 1965; Modern Kalliopé, 1969).
Az az elméleti képzettség és módszeres műelemző igény, amelyet Földes László képvisel, nagy szerepet játszik a kritikaírás szellemének megújulásában (A lehetetlen ostroma, 1968). Elemzéseinek műközpontúsága példamutató ama kritikusi új nemzedék számára, amely műbíráló gyakorlatában végképp leszámol a normatív, szociológiai irodalomszemlélettel és módszerrel (Láng Gusztáv, Kántor Lajos, K. Jakab Antal, Szilágyi Júlia).
Az 1960-as években főleg a líra iránti elméleti érdeklődés megélénkülésének vagyunk tanúi. Serkentő szerepet játszanak ebben Páskándi Géza líraelméleti esszéi éppúgy, mint a Gondolatok a líráról c. Utunkbeli cikksorozat (1967), amelyben a korszak kiemelkedő kritikusai, esszéistái szólalnak meg. K. Jakab Antal tanulmányigényű kritikáiban mutatkozik meg leginkább az esztétikai-elméleti képzettség, elsősorban a líra és a dráma vonatkozásában. Felülvizsgálja, újradefiniálja az esztétika és poétika olyan bonyolult kategóriáit, mint a drámaiság, a groteszk, a jelkép, és figyelemre méltó véleménye van stíluselméleti kérdésekben is (A névmás éjszakája, 1972).
A világszerte megújuló irodalomelmélet eredményeinek közvetítésében nagy szerepet játszanak azok a stilisztikai kutatások, amelyeket az 1960-as évektől Szabó Zoltán irányít az egyetemen. Az irodalomelméletnek a jeltudomány és a szövegelméletek révén bekövetkezett változását jól tükrözik azok a stíluselméleti tanulmányok, amelyek olykor a poétika alapvető kérdéseit is képesek új oldalról megvilágítani. A stilisztikai szakirodalomból ebben a vonatkozásban kiemelendő P. Dombi Erzsébet könyve a szinesztéziáról (Öt érzék ezer muzsikája, 1974), valamint Szabó Zoltán A stilisztika nyelvészeti alapjai (1977) c. könyve. A poétika számára ugyancsak lényeges problémákat helyez korszerű megvilágításba J. Nagy Mária kézikönyve is, A szó művészete (1975). Főként az oktatás szempontjából hasznos Láng Gusztáv verstani sorozata az Utunk +1 oldalain (1971/39–52; 1972/2–11).
Az 1970-es években az irodalomkritika és irodalomtörténet elméleti megalapozottsága két forrásból is tovább gazdagodik: egyfelől az ún. esszéíró nemzedék (Molnár Gusztáv, Ágoston Vilmos, majd Szőcs Géza és Egyed Péter) filozófiai-elméleti tanulmányai révén, másfelől az irodalomtudomány kortárs eredményeit mindinkább felhasználó irodalomtörténészek, Láng Gusztáv, Rohonyi Zoltán, Cs. Gyimesi Éva munkái nyomán. A kutatómunka fellendítését szolgálja a nagyobb lélegzetű tanulmányok közlésére indított kötetsorozat, amelynek első darabja az Irodalomtudományi és stilisztikai tanulmányok 1981, amely alkalmat ad a romániai magyar irodalomtudomány elméleti megalapozottságának felmérésére is (Cs. Gyimesi Éva: Elméleti alapok a romániai magyar irodalomtudományban. NyIrK, 1982/1–2). Novellaelméleti szempontból figyelemre méltó vállalkozás Kántor Lajos munkája: Líra és novella. A sólyom-elmélettől a Tamási-modellig (1982).